# ダヴィド・アクセルロッド

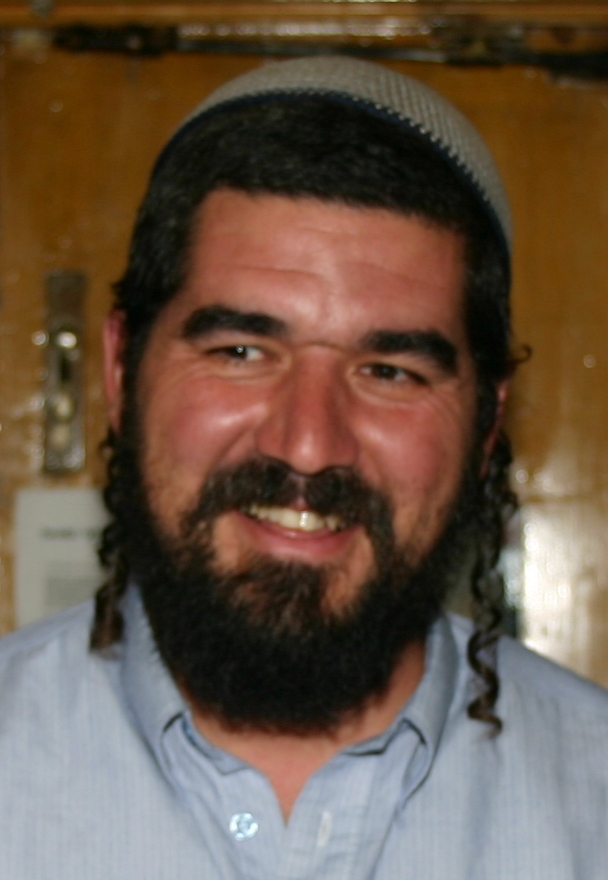
ダヴィド・アクセルロッド

ダヴィド・アクセルロッド（דוד אקסלרוד、David Axelrod、Akselrodとも、1967年 - ）は、アメリカ生まれのイスラエルのラビ、極右活動家。別名ダヴィド・ハイヴリ（David Ha'ivri、「ヘブライ人ダヴィデ」の意味）。

## 来歴
ニューヨーク州ニューヨーク生まれ。出生名はジェイソン・デイヴィッド・アクセルロッド（Jason David Axelrod）。レフ・トロツキーの曾孫にあたる（母ユリーヤ・アクセルロッド（旧姓ルビンシテイン）の家系）。妻モリー（ビニャミン・ゼエヴ・カハネの妻タリア・カハネの姉妹）との間に3人の子供がいる。
11歳の頃にニューヨークからイスラエルに移住、1990年、イスラエルの過激派組織「カハ」の幹部として反アラブ工作に従事。同年11月、アラブ人殺害容疑で逮捕。
2011年時点では、テロリストとしては活動しておらず、FOXニュースの人気パーソナリティで、ティーパーティー運動の立役者の一人であるグレン・ベックや、ミシェル・バックマンなどともかかわりが深いアメリカシオニスト機構（ZOA）の集会などに参加している。
また、イスラエルの元軍人で右派政治家ヤアコブ・カッツが立ち上げた保守系テレビ局「アルーツ・シェヴァ」の電子版にコラムを寄稿している。

## 系図
```
　　　　　　　　　　　　　　　　　　　　　
　　　　　　　　　　　　　　　　　　　　　　　　　　　 ┏ジナイーダ・ブロンシテイン
　　　　　　　　　　　　　　　　　レフ・トロツキー　　 ┃
　　　　　　　　　　　　　　　    　　　　　 ┃　　　  ┣ニーナ・ブロンシテイン
　　　　　　　　　　　　　　　　　　　　　　 ┣ ━━━ ┫
　　　　　　　　　　　　　　　　　　　　　　 ┃　　　  ┣レフ・セドフ　         夫　
　　　　　　　　　　　　　　　　　ナターリヤ・セドヴァ ┃　　　　　　　     　　┃　　　
　　　　　　　　　　　　　　　　　　　　　　　　　　　 ┗セルゲイ・セドフ　     ┣━ダヴィド・アクセルロッド
　　　　　　　　　　　　　　　　　　　　　　　　　　　　     　┃　　　　　　　 ┃　　
　　　　　　　　　　　　　　　　　　　　　　　　　　　　     　┣━━━  ユリーヤ・ルビンシテイン
　　　　　　　　　　　　　　　　　　　　　　　　　　　　     　┃
　　　　　　　　　　　　　　　　　　　　　　　     ゲンリエッタ・ルビンシテイン

```